# Eryngium × mohamedanii
Eryngium × mohamedanii är en hybridart i släktet martornar och familjen flockblommiga växter.
Arten är en korsning mellan Eryngium bourgatii var. atlanticum och Eryngium caespitiferum och förekommer i norra Marocko. Den beskrevs av Pius Font Quer och Carlos Pau.